# Yamato (Kumamoto)
Yamato (山都町?, Yamato-chō) è una cittadina giapponese della prefettura di Kumamoto.